# Zoológico de Londres

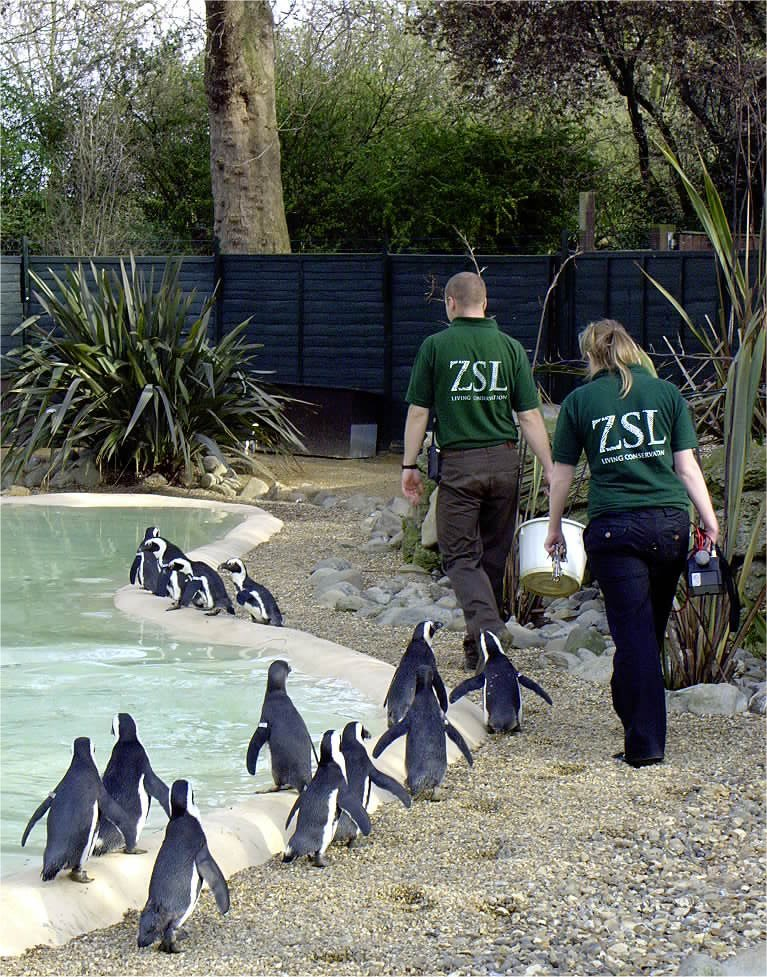
Tratadores cuidando dos pinguins.

O Jardim Zoológico de Londres, gerido pela Sociedade Zoológica de Londres, é o mais antigo zoo científico do mundo. Foi inaugurado em Londres em 27 de abril de 1828 e tinha a intenção original de ser usado como colecção para estudos científicos. Eventualmente foi aberto ao público em 1847.
Em 25 de maio de 1850, o zoológico acolheu Obaysch, o primeiro hipopótamo visto na Grã-Bretanha desde os tempos pré-históricos.
Hoje em dia, alberga uma colecção de 755 espécies de animais, com 15 104 indivíduos, fazendo-a uma das maiores colecções do Reino Unido.